# Ibn an-Nadīm
Abū 'l-Faradsch Muhammad ibn Abī Yaʿqūb ibn Ishāq an-Nadīm al-Warrāq (arabisch أبو الفرج محمد بن أبي يعقوب ابن إسحاق النديم الوراق, DMG Abū ʾl-Faraǧ Muḥammad b. Abī Yaʿqūb b. Isḥāq an-Nadīm al-Warrāq), bekannter unter dem Namen Ibn an-Nadīm (arabisch ابن النديم, DMG Ibn an-Nadīm), (gestorben am 20. Tag des Monats Schaʿbān, das heißt am 17. September 995 oder 998) war ein schiitischer Gelehrter, Bibliograph und Buchhändler. Bekannt wurde er als Autor des enzyklopädischen Werkes Kitāb al-Fihrist كتاب الفهرست / ‚Index; Katalog‘.

## Leben
Nur wenig ist über das Leben Ibn an-Nadīms bekannt. Einige Historiker geben seine Abstammung als persisch an, aber das ist nicht sicher. Die Wahl des selten gebrauchten persischen Wortes pehrest (fehrest/fehres/fahrasat) als Titel für ein Handbuch über arabische Literatur ist in diesem Zusammenhang aber bemerkenswert.
Wie sein Vater war er Buchhändler (warrāq) und Kopist, der seinen Lebensunterhalt u. a. mit der Abschrift arabischer Bücher verdiente. Er lebte im „Byzantiner-Viertel“ von Bagdad, ein Aufenthalt in Mosul wird von ihm belegt. Von seinen Lehrern erwähnt er al-Sirafi (gestorben 978-9), Ali ibn Harun ibn al-Munaddschim (gestorben 963) und den Philosophen Abu Sulayman al-Mantiqi. Er gehörte zum Zirkel um ʿIsā ibn ʿAlī († 1001), den Sohn von ʿAlī ibn ʿĪsā al-Jarrāḥ, dem Großwesir von Banu al-Dscharrah, den er für seine gründliche Kenntnis der Logik und Wissenschaften der Griechen, Perser und Inder lobte. Ibn an-Nadīm empfing in seinem Haus auch den christlichen Philosophen Ibn al-Chammar. Mit diesen Männern teilte er die Bewunderung für Philosophie, insbesondere für Aristoteles, und die griechische sowie indische – vorislamische – antike Wissenschaft, deren Breite und Toleranz er bewunderte.

## Werk
Sein großes Werk, Kitāb al-Fihrist, sollte seiner kurzen Einleitung zufolge ein Index aller in arabischer Sprache geschriebenen Bücher sein, unabhängig davon, ob die Autoren Araber waren oder nur die arabische Sprache nutzten.
Das Fihrist wurde um 989/990 verfasst und in den Folgegenerationen in zwei Rezensionen überliefert. Die vollständige Fassung enthält zehn Diskurse (maqālāt), deren ersten sechs detaillierte Bibliographien zu Büchern islamischen Inhalts darstellen:
1. Beschreibung der Sprachen der Araber und Nicht-Araber, ihrer Schriftzeichen und der offenbarten Bücher
2. Die Grammatiker, ihre Schulen (Kufa und Basra) und ihre Werke
3. Werke über Geschichte, Biographien, Fürstenspiegel und Genealogie
4. Vorislamische und islamische Dichter, ihre Werke und ihre Biographien
5. Kalām
6. Jurisprudenz, die Rechtsgelehrten und Traditionarier
7. Philosophie und antike Wissenschaft
8. Legenden, Fabeln, Magie und verwandtes
9. Lehren nicht-monotheistischer Glaubensrichtungen (Manichäer, Hindus, Buddhisten und Anhänger chinesischer Religionen)
10. Alchemie

Buchtitel wurden in dem Werk nur aufgeführt, wenn Ibn an-Nadim die Bücher selbst besaß oder ein glaubwürdiger Gewährsmann ihre Existenz bezeugte. Viele Schriften, die heute nicht mehr erhalten sind, standen ihm als Autographen zur Verfügung.
Die kürzere Fassung des Werkes enthält – neben der Einleitung und dem ersten Abschnitt des ersten Diskurses über die Schriftzeichen und Alphabete – nur die letzten vier Diskurse: die arabische Übersetzung aus dem Griechischen, Syrischen und aus anderen Sprachen, zusammen mit arabischen Büchern, die auf Grundlage dieser Übersetzungen geschrieben wurden. Möglicherweise war die Kurzfassung eine Vorarbeit, die zu der – letztlich auch gedruckten – Endfassung erweitert wurde.
Ibn an-Nadīm erwähnt oft Umfang und Seitenzahl der Bücher, so dass Käufer von Kopien nur schwer durch kürzere Versionen betrogen werden konnten. Es ist sein Verdienst, „die bedeutendste und umfassendste Literaturgeschichte geschrieben zu haben“.
Das Werk hat erstmals der deutsche Orientalist Gustav Flügel in zwei Bänden ediert; erschienen posthum, Leipzig 1871–1872. Eine weitere Ausgabe ist im Jahre 1928 in Kairo erschienen. Die beste, nach allen bisher bekannten Handschriften, die Gustav Flügel noch nicht zur Verfügung standen, hergestellte Edition ist im Oktober 1971 in Teheran unter dem Titel „Kitāb al-Fihrist li-Ibn an-Nadīm“ publiziert worden. Sie zeichnet sich durch genaue Indices der Verfassernamen und Werktitel im Registerteil (S. 22–164) aus. Der Herausgeber Reza Taǧaddud hatte das Werk bereits 1965 ins Persische übersetzt.